# Soft science fiction
A soft science fiction, más nevén a soft sci-fi, egy leíró kifejezés, ami egy science fiction-történet jellegére vonatkozik, hasonlóképpen ellentétével, a hard science fictionnel. A kifejezés először az 1970-es évek végén és a 80-as évek elején jelent meg, olyan science fictionre utalt, ami nem a „kemény” tudományterületeken alapult (például fizika, csillagászat vagy kémia); hanem a „lágy”-akon, főleg társadalomtudományokon (antropológia, szociológia, pszichológia, politológia stb.) Egy másik értelemben a soft science fiction jobban leírja a jellemeket, a társadalmat vagy más spekulatív eszméket és témákat, amik nem kötődnek közvetlenül tudományos vagy műszaki spekulációkhoz.
A The Encyclopedia of Science Fictionben (A science fiction enciklopédiája), Peter Nicholls azt írja, hogy a soft science fiction „a sci-fi szakszavai közt nem túl precíz”, és a hard és soft sci-fi közötti ellentét „néha logikátlan”. A „hard” és a „soft” sci-fi határait illetően még valóban nem született meghatározott megállapodás, így a tudományos „keménységnek” és „lágyságnak” nincsen egyedüli mércéje. Néhány olvasó szerint ez a valószerűtől vagy lehetségestől való eltéréstől függ (például a fénysebességnél gyorsabb utazás vagy a paranormális erők) az adott történet „lágysága”. Mások a jellemvonások kiemelését vagy a technológia változásának társadalmi következményeinek leírását tartják soft science fiction-elemeknek. Mivel nincsen univerzális megállapodás, a „soft science fictiont” nem a science fiction egy alműfajának tartják, hanem egy sci-fi történetben egyes dolgokra való hajlamnak; így nem lehet besorolni a sci-fi történeteket a „hard” vagy „soft” kategóriába, csak elhelyezni lehet őket a „keménység” és a „lágyság” közti skálán.

## Fordítás
- Ez a szócikk részben vagy egészben  a   Soft science fiction című angol Wikipédia-szócikk ezen változatának fordításán alapul.  Az eredeti cikk szerkesztőit annak laptörténete sorolja fel. Ez a jelzés csupán a megfogalmazás eredetét és a szerzői jogokat jelzi, nem szolgál a cikkben szereplő információk forrásmegjelöléseként.